# درنگادرا
درنگادرا (به انگلیسی: Dhrangadhra) یک منطقهٔ مسکونی در هند است که در Dhrangadhra Taluka واقع شده‌است. درنگادرا ۷۵٬۱۳۳ نفر جمعیت دارد و ۶۴ متر بالاتر از سطح دریا واقع شده‌است.